# 近藤英吉
近藤 英吉（こんどう えいきち、1901年7月15日 - 1940年9月14日）は、日本の法学者。専門は民法。

## 経歴
京都帝国大学名誉教授。滝川事件の際、京都帝国大学助教授に留任した。

## 家族・親族
- 妻：遠藤郁は、私立巣鴨学園・千葉商科大学を創立した遠藤隆吉の娘。二男二女を儲けた。
- 長男：近藤元太郎は巣鴨学園教諭。
- 次女：大宮司禮子は女性建築家。

## 著書
- 1928年 『夫婦財産法の研究』巌松堂書店
- 1932年 『相続法の研究』弘文堂
- 1932年 『日本民法・総則編』巌松堂書店
- 1933年 『債権法各論』弘文堂
- 1934年 『物権法論』弘文堂
- 1937年 『日本民法・債権編総則上中下巻，債権編契約総則』巌松堂書店
- 1938年 『親族法講義要綱』弘文堂
- 1938年 『相続法論・上下』弘文堂
- 1938年 『判例遺言法』有斐閣
- 1938年 『民法要義・第1巻』松華堂
- 1939年 『親族法・相続法』三笠書房
- 1939年 『民法大綱・総則第1〜5』巌松堂書店